# Wakkanai
Wakkanai (稚内市?, Wakkanai-shi, in lingua ainu: Yam Wakka Nay) è una città portuale del Giappone settentrionale, nella prefettura di Hokkaidō. Fa parte ed è il capoluogo della sottoprefettura di Sōya, nell'estremità nord-occidentale dell'isola di Hokkaidō.
Wakkanai ha ricevuto lo status di città (市?, shi) il 1º aprile 1949. Il capo Sōya, situato all'interno del territorio comunale, è il punto più settentrionale del Giappone. La municipalità copre una superficie di 760,80 km² e, nel 2011, contava su una popolazione di 38 442 abitanti, per una densità di 50,53 ab./km².

## Clima
| Wakkanai (1991-2020) Fonte: JMA                      | Mesi         | Mesi         | Mesi         | Mesi        | Mesi        | Mesi        | Mesi        | Mesi        | Mesi        | Mesi        | Mesi         | Mesi         | Stagioni | Stagioni | Stagioni | Stagioni | Anno    |
| Wakkanai (1991-2020) Fonte: JMA                      | Gen          | Feb          | Mar          | Apr         | Mag         | Giu         | Lug         | Ago         | Set         | Ott         | Nov          | Dic          | Inv      | Pri      | Est      | Aut      | Anno    |
| ---------------------------------------------------- | ------------ | ------------ | ------------ | ----------- | ----------- | ----------- | ----------- | ----------- | ----------- | ----------- | ------------ | ------------ | -------- | -------- | -------- | -------- | ------- |
| T. max. media (°C)                                   | −2,4         | −2,0         | 1,6          | 7,4         | 12,4        | 16,1        | 20,1        | 22,3        | 20,1        | 14,1        | 6,3          | 0,0          | −1,5     | 7,1      | 19,5     | 13,5     | 9,7     |
| T. media (°C)                                        | −4,3         | −4,3         | −0,6         | 4,5         | 9,1         | 13,0        | 17,2        | 19,5        | 17,2        | 11,3        | 3,8          | −2,1         | −3,6     | 4,3      | 16,6     | 10,8     | 7,0     |
| T. min. media (°C)                                   | −6,4         | −6,7         | −3,1         | 1,8         | 6,3         | 10,4        | 14,9        | 17,2        | 14,4        | 8,4         | 1,3          | −4,2         | −5,8     | 1,7      | 14,2     | 8,0      | 4,5     |
| T. max. assoluta (°C)                                | 7,4 (2009)   | 9,3 (2010)   | 13,1 (2018)  | 20,2 (2019) | 26,9 (1958) | 26,8 (1977) | 32,7 (2021) | 31,6 (2021) | 29,7 (2019) | 23,5 (1956) | 17,4 (2003)  | 11,5 (1958)  | 11,5     | 26,9     | 32,7     | 29,7     | 32,7    |
| T. min. assoluta (°C)                                | −19,4 (1944) | −18,3 (1978) | −17,4 (1970) | −8,0 (1953) | −2,2 (1944) | 2,1 (1941)  | 6,4 (1986)  | 8,9 (1954)  | 3,5 (1940)  | −4,4 (1941) | −11,4 (1971) | −16,0 (1952) | −19,4    | −17,4    | 2,1      | −11,4    | −19,4   |
| Giorni di calura (Tmax ≥ 30 °C)                      | 0,0          | 0,0          | 0,0          | 0,0         | 0,0         | 0,0         | 0,0         | 0,0         | 0,0         | 0,0         | 0,0          | 0,0          | 0,0      | 0,0      | 0,0      | 0,0      | 0,0     |
| Giorni di gelo (Tmin ≤ 0 °C)                         | 30,6         | 27,4         | 25,9         | 7,0         | 0,1         | 0,0         | 0,0         | 0,0         | 0,0         | 0,1         | 11,5         | 28,2         | 86,2     | 33,0     | 0,0      | 11,6     | 130,8   |
| Giorni di ghiaccio (Tmax ≤ 0 °C)                     | 23,8         | 20,7         | 9,4          | 0,4         | 0,0         | 0,0         | 0,0         | 0,0         | 0,0         | 0,0         | 2,4          | 16,0         | 60,5     | 9,8      | 0,0      | 2,4      | 72,7    |
| Nuvolosità (okta al giorno)                          | 9,2          | 8,6          | 7,5          | 7,2         | 7,5         | 8,0         | 8,4         | 7,7         | 6,6         | 7,0         | 8,5          | 9,3          | 9,0      | 7,4      | 8,0      | 7,4      | 8,0     |
| Precipitazioni (mm)                                  | 84,6         | 60,6         | 55,1         | 50,3        | 68,1        | 65,8        | 100,9       | 123,1       | 136,7       | 129,7       | 121,4        | 112,9        | 258,1    | 173,5    | 289,8    | 387,8    | 1 109,2 |
| Giorni di pioggia                                    | 19,8         | 15,9         | 12,2         | 8,8         | 8,9         | 7,9         | 7,9         | 9,1         | 10,8        | 14,0        | 17,1         | 20,9         | 56,6     | 29,9     | 24,9     | 41,9     | 153,3   |
| Nevicate (cm)                                        | 129          | 105          | 68           | 9           | 0           | 0           | 0           | 0           | 0           | 1           | 41           | 122          | 356      | 77       | 0        | 42       | 475     |
| Giorni di neve                                       | 24,8         | 22,5         | 16,9         | 3,4         | 0,0         | 0,0         | 0,0         | 0,0         | 0,0         | 0,1         | 8,9          | 22,4         | 69,7     | 20,3     | 0,0      | 9,0      | 99,0    |
| Giorni di nebbia                                     | 0,0          | 0,0          | 0,1          | 0,9         | 2,0         | 3,0         | 3,5         | 1,8         | 0,3         | 0,1         | 0,0          | 0,0          | 0,0      | 3,0      | 8,3      | 0,4      | 11,7    |
| Umidità relativa media (%)                           | 72           | 71           | 70           | 75          | 79          | 85          | 87          | 84          | 75          | 68          | 67           | 70           | 71       | 74,7     | 85,3     | 70       | 75,3    |
| Radiazione solare globale media (centesimi di MJ/m²) | 3,9          | 7,1          | 11,6         | 15,6        | 17,5        | 17,6        | 16,3        | 14,9        | 13,1        | 8,4         | 4,0          | 2,8          | 13,8     | 44,7     | 48,8     | 25,5     | 132,8   |
| Ore di soleggiamento mensili                         | 40,6         | 74,7         | 137,5        | 173,5       | 181,6       | 154,6       | 142,7       | 150,7       | 172,1       | 134,6       | 55,9         | 28,4         | 143,7    | 492,6    | 448,0    | 362,6    | 1 446,9 |
| Pressione a 0 metri s.l.m. (hPa)                     | 1 010,7      | 1 011,3      | 1 010,4      | 1 009,7     | 1 008,9     | 1 008,0     | 1 007,3     | 1 008,7     | 1 011,6     | 1 012,9     | 1 012,4      | 1 010,8      | 1 010,9  | 1 009,7  | 1 008,0  | 1 012,3  | 1 010,2 |
| Tensione di vapore (hPa)                             | 3,3          | 3,3          | 4,2          | 6,4         | 9,2         | 12,8        | 17,2        | 19,3        | 15,1        | 9,4         | 5,7          | 3,8          | 3,5      | 6,6      | 16,4     | 10,1     | 9,1     |
| Vento (direzione-m/s)                                | W 5,0        | W 4,7        | W 4,7        | SSW 4,8     | SSW 4,7     | SSW 4,2     | SSW 3,9     | E 4,0       | WSW 4,2     | WSW 4,6     | W 5,0        | W 5,0        | 4,9      | 4,7      | 4,0      | 4,6      | 4,6     |